# Jean-Marie Vianney

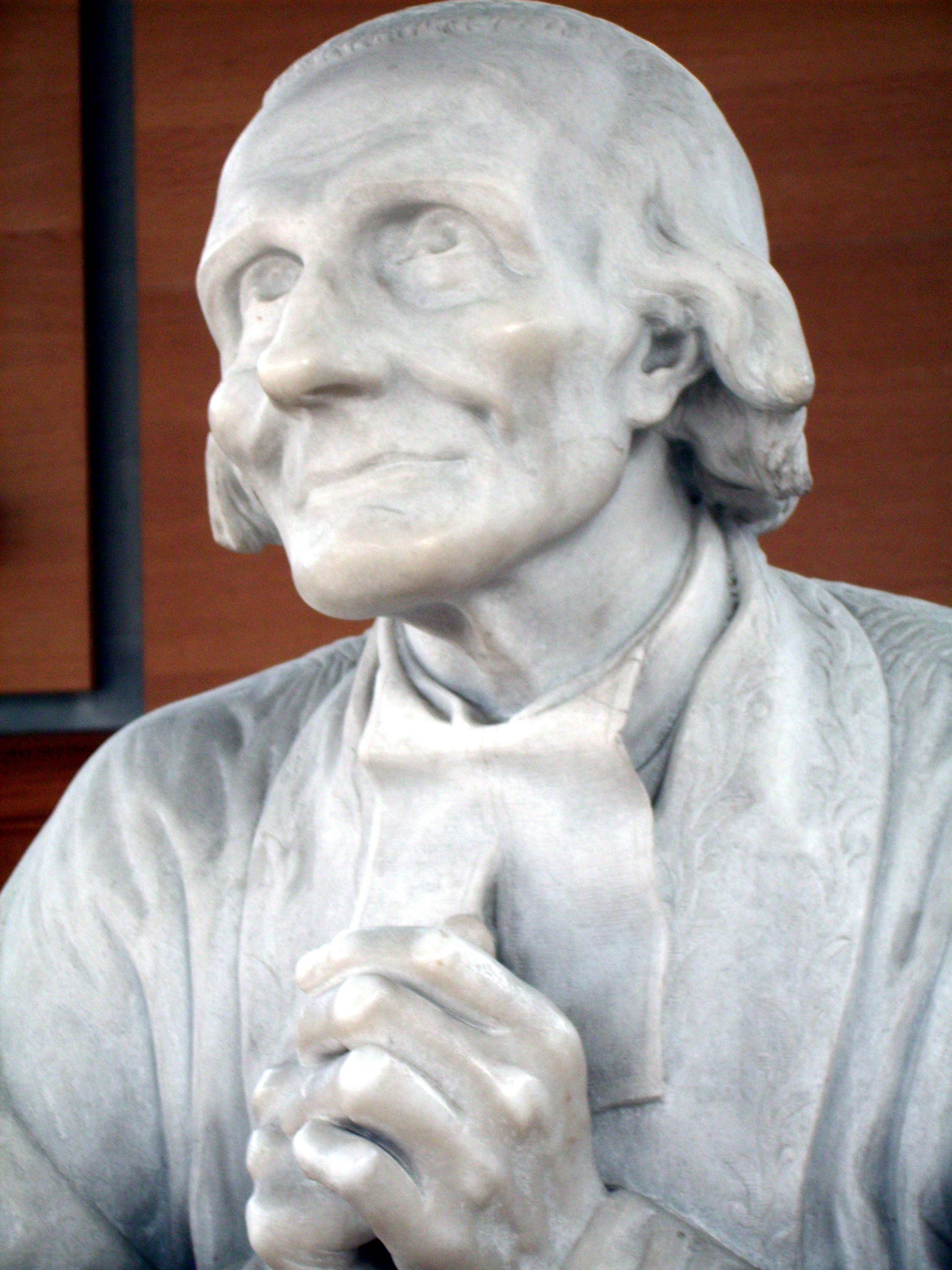
Jean-Marie Vianney, Skulptur von Émilien Cabuchet (1867)

Jean-Baptiste Marie Vianney, deutsch: Johannes Maria Vianney (* 8. Mai 1786 in Dardilly, Lyonnais; † 4. August 1859 in Ars-sur-Formans, Département Ain), genannt der Pfarrer von Ars, war ein katholischer Priester. Er wurde von Papst Pius XI. am 31. Mai 1925 heiliggesprochen.

## Leben

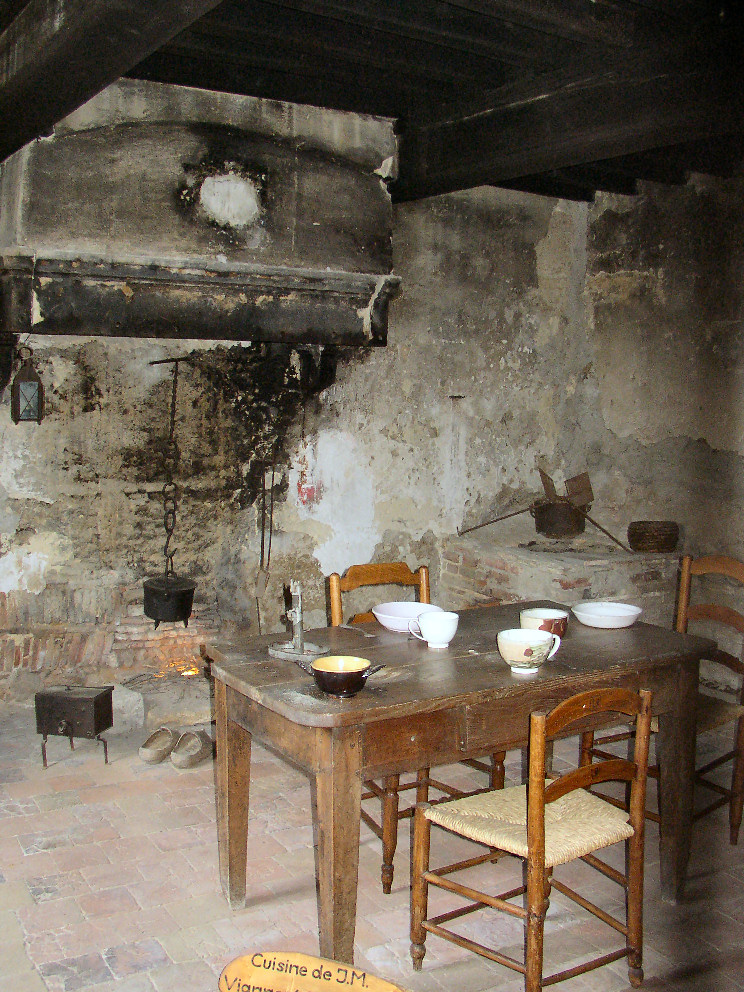
Küche des Pfarrhofs in Ars

Vianney kam als viertes Kind des Bauern Matthieu Vianney und dessen Frau Marie Beluse zur Welt. Seine Mutter erzog ihn religiös. Er arbeitete zunächst auf dem väterlichen Bauernhof. Da er den Wunsch hatte, Priester zu werden, besuchte er ab 1805 die Pfarrschule von Pfarrer Balley in Écully bei Lyon, wo er nur bescheidene Fortschritte machte.
1809 wurde er zum Militärdienst eingezogen. Eine Erkrankung hinderte ihn am Einrücken. Nach seiner Genesung sollte er der Truppe folgen, ließ sich jedoch zur Desertion nach Les Noës bei Roanne überreden. Dort lebte er unter dem Namen „Jérôme Vincent“ und arbeitete ab 1810 als Dorfschullehrer.
Durch eine Amnestie für Fahnenflüchtige konnte er 1811 sein Studium fortsetzen und das Seminar in Verrières-en-Forez bei Montbrison und ab Oktober 1813 das Seminar in Lyon besuchen.
Obwohl er große Schwierigkeiten beim Erlernen der lateinischen Sprache hatte, wurde er durch die Bemühungen Pfarrer Balleys und wegen seiner Frömmigkeit am 13. August 1815 in Grenoble zum Priester geweiht.
Er war zunächst Kaplan bei Pfarrer Balley in Écully und bekam am 9. Februar 1818 eine eigene Pfarrei in Ars-sur-Formans bei Lyon, einer religiös desinteressierten Gemeinde, die damals 240 Einwohner hatte. Vianney versuchte nun, eine lebendige Gemeinde aufzubauen, lebte in persönlicher Armut, betete viel und führte ein strenges Bußleben mit Fasten und Selbstgeißelung. Er begann, die desolate Ortskirche zu renovieren, gründete 1818 eine Rosenkranzbruderschaft, später eine eucharistische Bruderschaft, 1824 eine Mädchenschule, 1827 ein Haus für Halb- und Vollwaisen (La Providence) und 1832 eine Knabenschule.

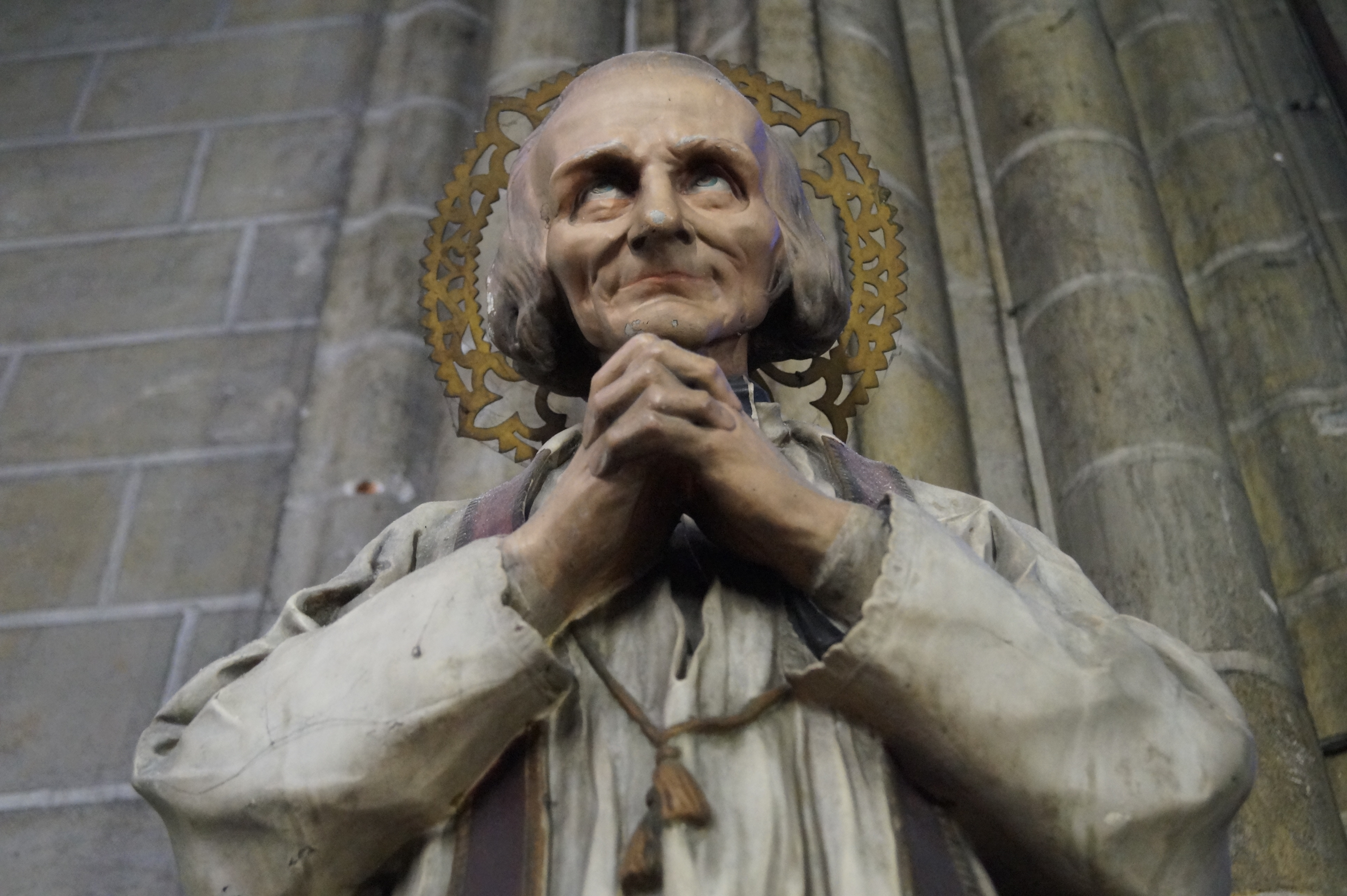
Statue in Ostende

Vianney „stellte die Türen der Tavernen als Tore zur Hölle dar“ und sorgte für deren Schließung in Ars. Ferner sprach Vianney sich „gegen die Sünde der Tänze“ aus, die „für ihn das Vorspiel für jede Art fleischlicher Versuchung“ darstellten, und verweigerte Gemeindemitgliedern die Absolution, sofern sie das Tanzen nicht aufgaben. „Mangels Ablenkungen gingen die Gemeindemitglieder täglich zur Messe und beichteten häufig“, und Vianney wurde ein gesuchter Beichtvater, der intuitiv die Probleme der Beichtenden erfasste. Etwa ab 1826 wurde Ars ein Pilgerort, weil die Menschen seine Predigten hören und bei ihm beichten wollten. Es wird berichtet, dass er täglich vierzehn bis achtzehn Stunden im Beichtstuhl saß. Sein Dienst im Beichtstuhl begann oft schon um 1 Uhr nachts. Alleine im letzten Jahr seines Lebens sollen insgesamt ca. 100.000 Menschen die Kirche in Ars besucht haben. Zahlreiche Heilungen und Wunder schrieb er der heiligen Philomena zu, die er verehrte und seine „Geschäftsbesorgerin bei Gott“ nannte. Von Jean-Marie Vianney werden Fälle von Hellsichtigkeit berichtet.
Zeitweise quälten ihn Zweifel an seiner Berufung zum Pfarrer. Angesichts der extremen Arbeitsbelastung versuchte er mehrmals, aus Ars zu fliehen, um in ein Kloster einzutreten, wurde aber von den Ortsbewohnern wieder zurückgeholt. Nach Anfeindungen und Verleumdungen wurde er 1850 zum Ehrendomherrn und 1855 zum Ritter der Ehrenlegion ernannt. Diese Auszeichnungen waren ihm peinlich. 
Während andere ihn verehrten und bereits als Heiligen sahen, hatte der Pfarrer von Ars selbst große Furcht, als Priester vor dem Gericht Gottes erscheinen zu müssen. Er hätte am liebsten „das Elend seiner Existenz“ im Kloster beweint. Gott habe ihn auf sein Bitten hin einmal das ganze Elend seiner Existenz schauen lassen. Das sei schrecklich gewesen und er habe es zum Glück wieder weitgehend vergessen dürfen. Nur eine extreme Demut sei geblieben.
Er starb am 4. August 1859, im Alter von 73 Jahren, an Überanstrengung.

## Nach dem Tod

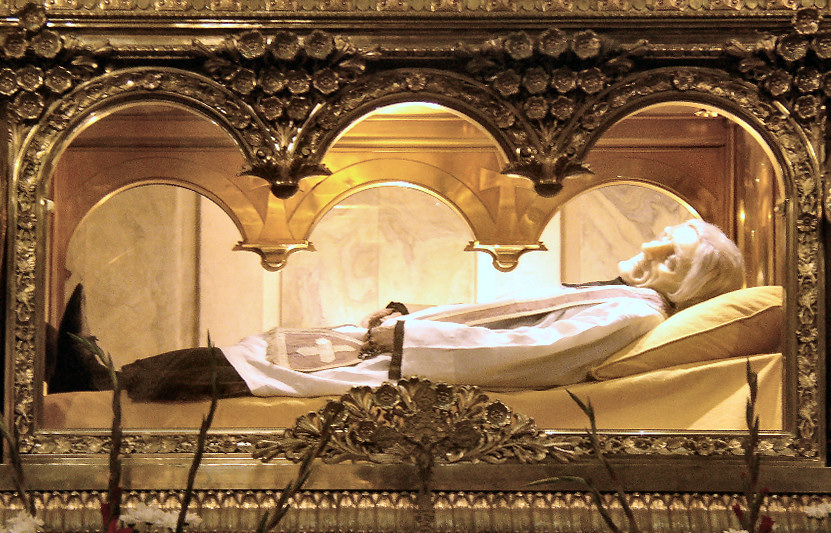
Der Leichnam von Jean Marie Vianney in der Basilika St-Sixte d’Ars

Nach seinem Tod wurde er am 14. August 1859 in einer Gruft der Kirche von Ars beigesetzt. 90.000 Pilger strömten in die Gemeinde. Bereits 1862 wurde der Seligsprechungsprozess eingeleitet. Am 17. Juni 1904 wurde seine Leiche exhumiert. Sie war noch gut erhalten und konnte präpariert werden. Sie liegt in einem Bronzeschrein der Basilika von Ars.
Durch Papst Pius X. erfolgte am 8. Januar 1905 die Seligsprechung und Pius XI. sprach ihn am 31. Mai 1925 heilig. Jean-Marie Vianney gilt als Schutzpatron der Pfarrer.
Zum Gedenken an Jean-Marie Vianney gründete der Bischof von Belley-Ars, Guy Bagnard, per Dekret am 18. April 1990 die „Societé Jean-Marie Vianney“, eine Priestergemeinschaft, die 2008 durch die päpstliche Kongregation für den Klerus approbiert (genehmigt) wurde. Ziel der Priestergemeinschaft, der auch 10 deutsche Priester angehören (Stand vom August 2008), ist die Stärkung des Apostolischen Geistes ihrer Mitglieder durch inneres Gebet, Exerzitien und Austausch mit anderen Mitgliedern.
Sein Leben hat in Frankreich die Schriftsteller Léon Bloy und Georges Bernanos (Die Sonne Satans, Tagebuch eines Landpfarrers) sowie den Filmregisseur Robert Bresson beeinflusst. Jacques Demy drehte einen Kurzfilm über seine Arbeit in Ars.
Aus Anlass des 150. Todestages des Pfarrers von Ars hat Papst Benedikt XVI. ein Priester-Jahr ausgerufen. Es begann am 19. Juni 2009 – am Vorabend des Herz-Jesu-Festes – und endete am 19. Juni 2010 mit einem großen Priestertreffen auf dem Petersplatz.

## Gedenktag
Sein Gedenktag ist in der katholischen und der evangelischen Kirche der 4. August.
Jean-Marie Vianney wird auch in der Anglikanischen Gemeinschaft, einschließlich der Church of England ebenfalls am 4. August gedacht.

## Ikonografie
Er wird meist als hagerer Priester mit einem Rochett und einer Stola dargestellt.

## Patrozinien
- Seit 1929 ist er Schutzpatron der Pfarrer.
- Die Kirche San Giovanni Maria Vianney, Titelkirche von Kardinal Rainer Maria Woelki in Rom, ist ihm geweiht, ebenso die Kirchen St. Johannes Maria Vianney (Clenze) (Niedersachsen), die Pfarrkirche Hasenleiten in Wien-Simmering, die Pfarrkirche in Muttenz (Schweiz)[12] sowie die Pfarrkirche St. John Vianney in Sedona (Arizona).
- Die bei einem Lawinenunglück zerstörte und anschließend verlassene kanadische Gemeinde Saint-Jean-Vianney auf dem Gebiet der heutigen Stadt Saguenay war nach ihm benannt.

## Werke
- Markus Aregger (Hrsg.): „Meine lieben Zuhörer!“ Die Predigten des heiligen Pfarrers von Ars. Theresia-Verlag, Lauerz 1997, ISBN 3-908542-75-8.
- Paulus Deusdedit (Hrsg.): Sie kamen aus dem Feuer. 2. Band: 190 Erlebnisse mit Armen Seelen. Armenseelenpredigten (Pfarrer von Ars) u. a. Theresia-Verlag, Lauerz 2002, ISBN 3-908542-89-8.

## Film
- Marius Langer: Der Pfarrer von Ars. Die heilige Einfalt des Jean-Marie Vianney. D, tv-Dokumentation (BR) 2001, 45 Min.